# Ann Syrdal
Ann Kristen Syrdal (Minneapolis, 13 de dezembro de 1945 – San José, 24 de julho de 2020) foi uma psicóloga e pesquisadora norte-americana, conhecida por seu trabalho com a síntese de voz e por dar personalidade à voz utilizada por buscadores, como Siri e Alexa.

## Biografia
Ann nasceu em 1945, em Minneapolis. Era filha de Richard e Marjorie (Paulson) Syrdal, que se conheceram quando trabalhavam para uma empresa de eletricidade que se tornou um gigante da tecnologia durante a Segunda Guerra Mundial. Seu pai era físico e engenheiro, tendo desenvolvido aspiradores de pó e outras tecnologias, morreu quando Ann tinha apenas 2 anos, assim ela foi criada pela mãe, que se tornou vendedora em uma grande loja de departamentos de Minneapolis.
Ann se matriculou em psicologia, pela Universidade de Minnesota, mas não considerava uma carreira científica no começo. Seu professor no curso pediu ajuda em um experimento envolvendo ratos, o que a fez gostar do trabalho acadêmico e científico, ainda que tivesse alergia aos ratos. Ann obteve ainda um mestrado e um doutorado em psicologia antes de ser contratada como pesquisadora pelo Centro de Desordens da Comunicação, da Universidade do Texas, em Dallas.
No começo dos anso 1980, Ann recebeu cinco anos de fundos de pesquisa dos Institutos Nacionais da Saúde, onde começou a trabalhar com a mecânica da fala humana para o KTH Royal Institute of Technology, em Estocolmo e para o Instituto de Tecnologia de Massachusetts. Sua pesquisa focava na percepção humana à percepção de sons falados.

## Síntese de voz
A síntese de voz não era uma área de pesquisa de interesse em qualquer laboratório da época, ainda que a AT&T já produzisse vozes sintéticas através da Bell Labs desde a Feira Mundial de 1939 em Nova Iorque. A tecnologia, entretanto, não acompanhou a evolução da computação e não atraía pesquisadores para a área.
A forma como a voz se comportava parecia mecânica demais, masculinas e desagradáveis. Ann sugeriu então usar vozes femininas para diminuir o desconforto do usuário ao interagir com um computador. Seus colegas achavam que a voz feminina era apenas mais aguda que a masculina e não levaram a ideia a sério. Ann então desenvolveu a Julia, uma voz feminina, feito difícil de alcançar sendo que todos os modelos existentes eram com vozes masculinas. Dez anos seguintes, Ann fez parte da equipe do Bell Labs que desenvolveu a Natural Voices, um modelo de síntese de fala que viria a ser usado pela indústria.
Ann e seus colegas, ao invés de desenvolver um modelo de voz do zero, desenvolveu uma técnica que juntava partes pré-gravadas da fala humane e depois as reorganizava em uma sentença reconhecível. A primeira gravação foi feita com seis mulheres, o que levou o sistema do Natural Voices ao primeiro lugar em uma competição de sintetizadores de voz em 1998, utilizando uma voz feminina.

## Vida pessoal
Ann casou-se quatro vezes, tendo um filho, duas filhas e oito netos.

## Morte
Ann morreu em 24 de julho de 2020, em sua casa em San José, devido a um câncer.